# سيدار بلوفس (نبراسكا)
سيدار بلوفس (بالإنجليزية: Cedar Bluffs, Nebraska)‏ هي منطقة سكنية تقع في الولايات المتحدة في مقاطعة ساوندرس، نبراسكا. يقدر عدد سكانها بـ 610 نسمة ومساحتها 1.01 كم2 و وترتفع عن سطح البحر 398 متر.

## التركيبة السكانية
قام مكتب تعداد الولايات المتحدة بتحديد بيانات التركيبة السكانية لسيدار بلوفس في تعداد الولايات المتحدة. في ما يلي، التركيبة السكانية حسب تعدادي 2000 و2010.

### تعداد عام 2000
بلغ عدد سكان سيدار بلوفس 615 نسمة بحسب تعداد عام 2000، وبلغ عدد الأسر 247 أسرة وعدد العائلات 171 عائلة مقيمة في القرية. في حين سجلت الكثافة السكانية 1,545.7 نسمة لكل ميل مربع (596.8/كم2). وبلغ عدد الوحدات السكنية 260 وحدة بمتوسط كثافة قدره 653.5 نسمة لكل ميل مربع (252.3/كم2).
وتوزع التركيب العرقي للقرية بنسبة 99.02% من البيض و 0.49% من الأمريكيين الأصليين و 0.16% من الأمريكيين الأفارقة و 0.33% من عرقين مختلطين أو أكثر.
بلغ عدد الأسر 247 أسرة كانت نسبة 32.4% منها لديها أطفال تحت سن الثامنة عشر تعيش معهم، وبلغت نسبة الأزواج القاطنين مع بعضهم البعض 54.7% من أصل المجموع الكلي للأسر، ونسبة 10.5% من الأسر كان لديها معيلات من الإناث دون وجود شريك، وكانت نسبة 30.4% من غير العائلات. تألفت نسبة 26.7% من أصل جميع الأسر من أفراد ونسبة 10.9% كانوا يعيش معهم شخص وحيد يبلغ من العمر 65 عاماً فما فوق. وبلغ متوسط حجم الأسرة المعيشية 2.98، أما متوسط حجم العائلات فبلغ 2.49.
بلغ العمر الوسطي للسكان 38 عاماً. وكانت نسبة 29.8% من القاطنين تحت سن الثامنة عشر، وكانت نسبة 5.0% بين الثامنة عشر والأربعة وعشرون عاماً، ونسبة 25.9% كانت واقعةً في الفئة العمرية ما بين الخامسة والعشرون حتى والأربعة وأربعون عاماً، ونسبة 22.8% كانت ما بين الخامسة والأربعون حتى الرابعة والستون، ونسبة 16.6% كانت ضمن فئة الخامسة والستون عاماً فما فوق. يوجد لكل 100 أنثى 103.6 ذكر، ويوجد لكل 100 أنثى في الثامنة عشر من عمرها فما فوق 103.8 ذكر.
بلغ متوسط دخل الأسرة في القرية 35,526 دولار، أما متوسط دخل العائلة فبلغ 39,271 دولار. وكان متوسط دخل الذكور 30,455 دولار مقابل 20,227 دولار للإناث. وسجل دخل الفرد الخاص بالقرية 14,738 دولار. وكانت نسبة 4.0% من العائلات ونسبة 6.6% من السكان تحت خط الفقر، وكان من هؤلاء نسبة 6.5% تحت سن الثامنة عشر ونسبة 5.7% في الخامسة والستين من العمر وما فوق.

### تعداد عام 2010
بلغ عدد سكان سيدار بلوفس 610 نسمة بحسب تعداد عام 2010، وبلغ عدد الأسر 231 أسرة وعدد العائلات 165 عائلة مقيمة في القرية. في حين سجلت الكثافة السكانية 1,564.1 نسمة لكل ميل مربع (603.9/كم2). وبلغ عدد الوحدات السكنية 254 وحدة بمتوسط كثافة قدره 651.3 لكل ميل مربع (251.5/كم2).
وتوزع التركيب العرقي للقرية بنسبة 96.6% من البيض و 0.8% من الأمريكيين الأصليين و 0.2% من الأمريكيين ذوي الأصول الآسيوية و 1.6% من عرقين مختلطين أو أكثر.
بلغ عدد الأسر 231 أسرة كانت نسبة 36.8% منها لديها أطفال تحت سن الثامنة عشر تعيش معهم، وبلغت نسبة الأزواج القاطنين مع بعضهم البعض 55.8% من أصل المجموع الكلي للأسر، ونسبة 10.0% من الأسر كان لديها معيلات من الإناث دون وجود شريك، بينما كانت نسبة 5.6% من الأسر لديها معيلون من الذكور دون وجود شريكة وكانت نسبة 28.6% من غير العائلات. تألفت نسبة 23.4% من أصل جميع الأسر من أفراد ونسبة 12.6% كانوا يعيش معهم شخص وحيد يبلغ من العمر 65 عاماً فما فوق. وبلغ متوسط حجم الأسرة المعيشية 3.10، أما متوسط حجم العائلات فبلغ 2.64.
بلغ العمر الوسطي للسكان 39 عاماً. وكانت نسبة 26.6% من القاطنين تحت سن الثامنة عشر، وكانت نسبة 8.5% بين الثامنة عشر والأربعة وعشرون عاماً، ونسبة 22.2% كانت واقعةً في الفئة العمرية ما بين الخامسة والعشرون حتى والأربعة وأربعون عاماً، ونسبة 26.7% كانت ما بين الخامسة والأربعون حتى الرابعة والستون، ونسبة 16.1% كانت ضمن فئة الخامسة والستون عاماً فما فوق. وتوزع التركيب الجنسي للسكان بنسبة 51.5% ذكور و48.5% إناث.